# Bulbophyllum basisetum
Bulbophyllum basisetum là một loài phong lan thuộc chi Bulbophyllum.